# Carlos Ovilo Castelo
Carlos Ovilo Castelo (1883-1954) fue un arquitecto español. Trabajó como arquitecto municipal de Tetuán (1913-1918) y fue autor del Plan de Ensanche de Tetuán.

## Biografía
Nació en 1883 en Madrid. Era hermano del capitán Enrique Ovilo Castelo e hijo del médico Felipe Ovilo Canales y de Enriqueta Castelo Canales. Falleció en 1954.

## Su obra
Carlos Ovilo realiza en 1927 la urbanización  de Río Martín en el Marruecos español.
En abril de 1914 se publicó el Reglamento de Edificaciones  del Ensanche Oeste de Tetuán que planificaba la construcción de 60 manzanas  de forma poligonal de 40 x 50 m y de 60 x 80 m, separadas por calles principales de 12 m de ancho y calles secundarias de 10 m. En la realización de los diversos proyectos que se fueron llevando a cabo desde 1915 hasta la independencia de Marruecos en 1956, destacaron varios arquitectos e ingenieros civiles o militares, entre los que se encuentra Carlos Ovilo.

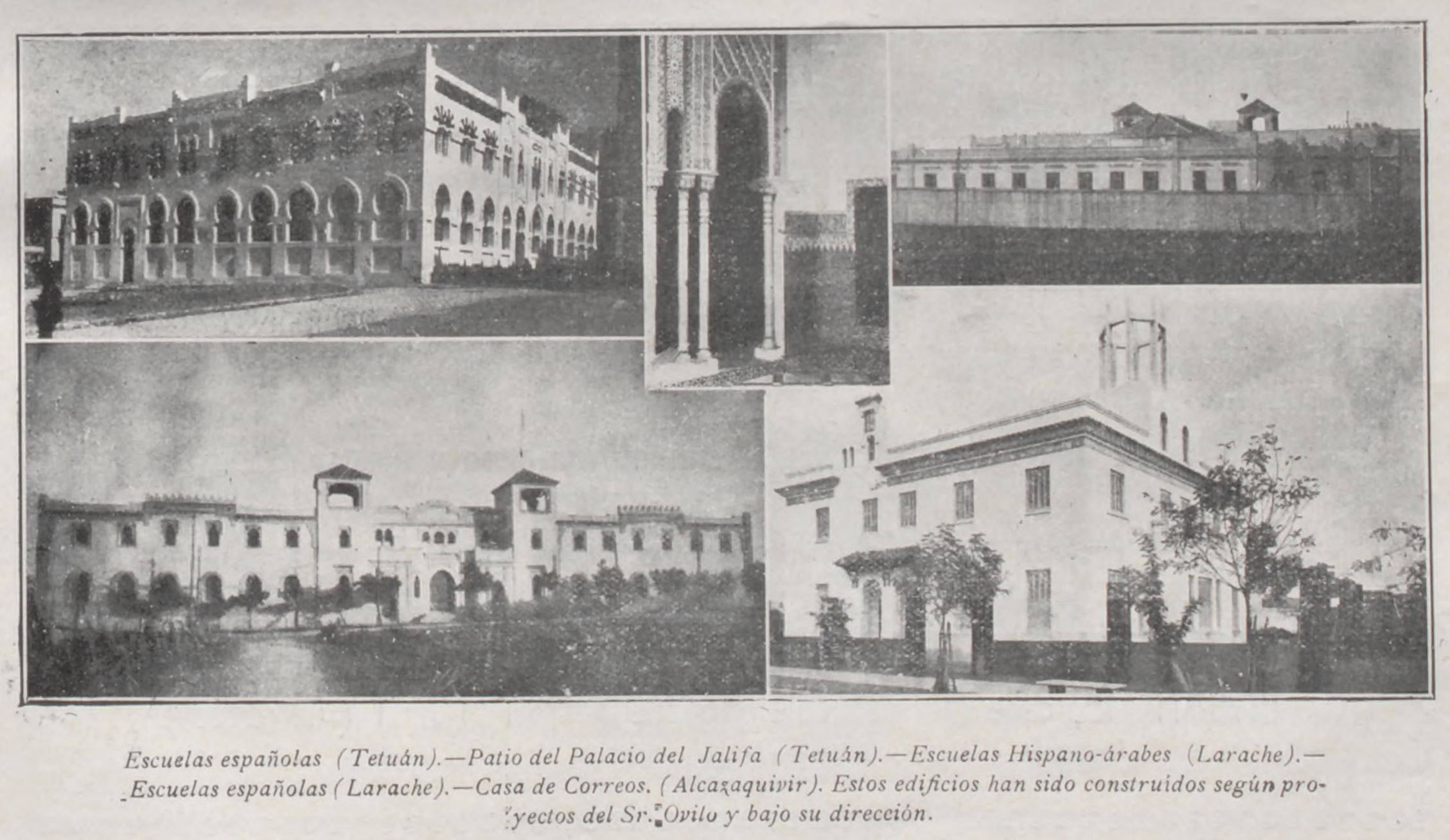
Varios edificios proyectados por Carlos Ovilo en Tetuán, Larache y Alcazarquivir

- Casa de Jaime Benolol diseñada en 1931 con un diseño sencillo.
- Edificio de los señores Cohen y Sananes.
- Jardines y fuente de la Escuela de Artes y Oficios situada  junto a Bad Okla  en la que aún se conserva el despacho que utilizaba su primer director, el pintor Mariano Bertuchi. Se construyó entre 1927-28.
- Antiguo hotel Reina Victoria que Óvilo construyó para Shlon Serfaty.

Arquitecto jefe de primera clase del Cuerpo de Arquitectos al servicio de la Hacienda Pública.